# Skrzyżowanie bezkolizyjne
Skrzyżowanie bezkolizyjne — skrzyżowanie (połączenie, rozwidlenie jezdni dróg w jednym poziomie), na którym zmiana kierunku jazdy odbywa się w sposób bezkolizyjny w stosunku do innych uczestników ruchu drogowego (pojazdów na innych kierunkach, rowerzystów, pieszych).
Skrzyżowanie bezkolizyjne realizuje się poprzez stosowanie sygnalizacji kierunkowej (S-3).
Ruch bezkolizyjny można również osiągnąć, stosując sygnalizację fazową (dozwolony wjazd tylko z jednego kierunku skrzyżowania) przy braku ruchu pieszego i rowerowego.
Skrzyżowanie bezkolizyjne — potoczna nazwa węzła drogowego typu WA.
Jest to wielopoziomowe skrzyżowanie lub połączenie dróg, pozbawione połączeń przecinających przeciwbieżny pas ruchu (lewoskrętów dla ruchu prawostronnego i prawoskrętów dla lewostronnego). Najczęściej z wydzielonymi pasami służącymi do włączania się do ruchu na danej drodze. Najbardziej znanym typem skrzyżowania wielopoziomowego jest „koniczynka” – dwupoziomowa, z czterema łukami (1/4 okręgu) prawoskrętu i czterema łukami (3/4 okręgu) lewoskrętu.